# Hugues de Besmedin
Hugues de Besmedin, ou Hugues Embriaco, ou encore Hugues du Gibelet, mort après 1229, est un noble d'origine génoise.

## Biographie
Il est le fils aîné de Guillaume Embriaco et de son épouse Fadie de Hierges. Du côté paternel, il est donc le petit-fils de Guillaume II Embriaco, seigneur du Gibelet.
Vers 1220, il est investit de la seigneurie de Besmedin, dont il est le premier seigneur, située près du littoral à environ 10 kilomètres au sud de Tripoli.
Lorsque l'empereur Frédéric II débarque à Chypre en juillet 1228 lors de la sixième croisade, il remplace le régent du royaume Jean d'Ibelin par un conseil de régence de 5 membres, composé de Amaury Barlais, Amaury de Bethsan, Gavin de Chenichy, Guillaume de Rivet ainsi que de Hugues de Besmedin. Après le retour de l'empereur en Italie en juin 1229, la plupart des barons d'outre-mer se soulèvent contre le conseil impérial et, dirigés par Jean d'Ibelin, rétablissent le précédent régent.
Il épouse Agnès de Ham, Gérard de Ham (en), connétable du comté de Tripoli, avec qui il a quatre enfants :
- Raymond de Besmedin, qui succède à son père comme seigneur de Besmedin et devient sénéchal du royaume de Jérusalem ;
- Guillaume de Besmedin, qui épouse épousé Anne de Montignac ;
- Adam de Besmedin, qui devient seigneur d'Adelon ;
- Agnès de Besmedin, qui épouse Thierry de Termonde, seigneur d'Adelon.

Il meurt après 1229.